# Brigades de travail en Yougoslavie

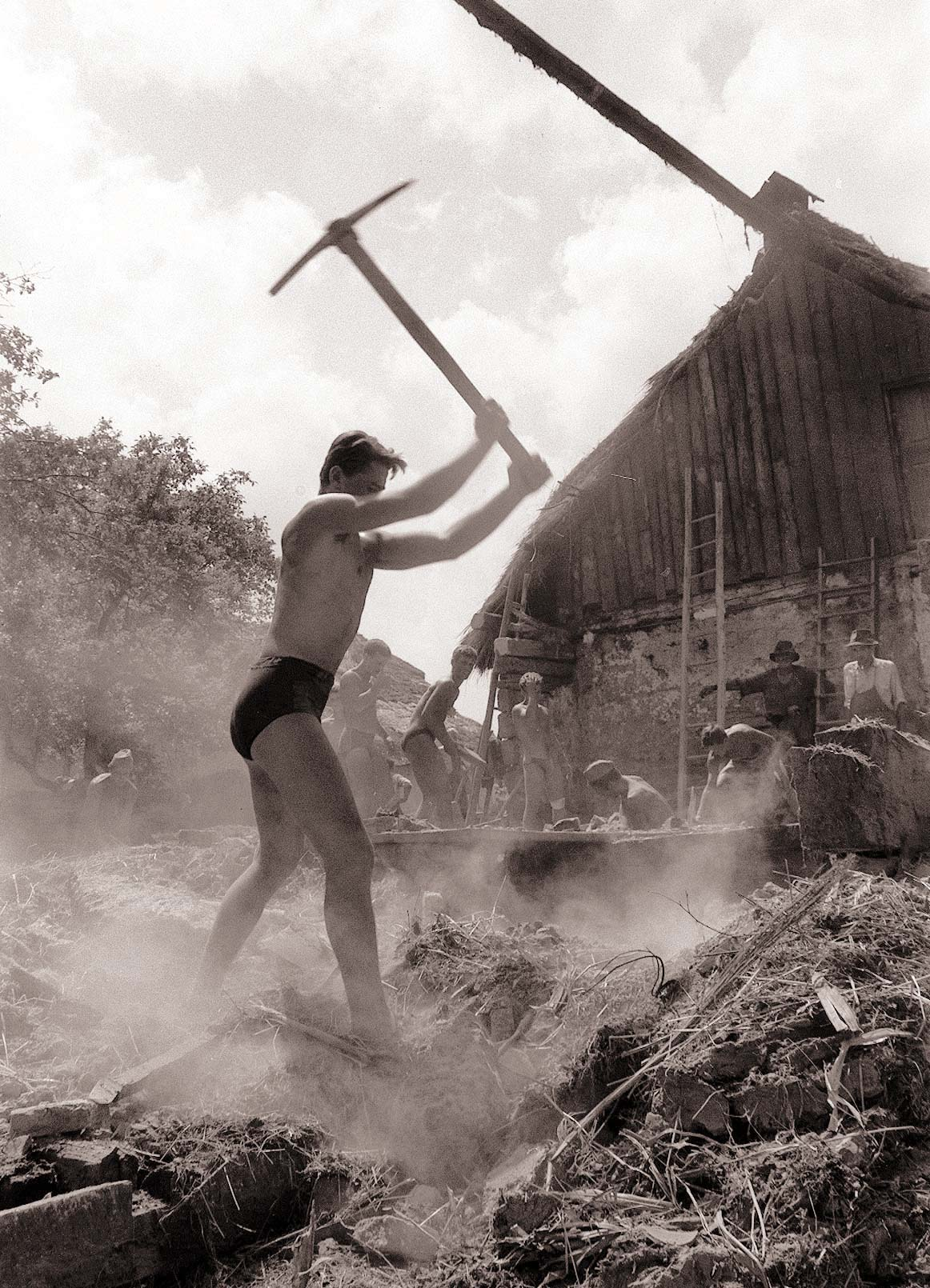
Reconstruction de la vieille route près de Lenart et Benedikt dans les collines slovènes en 1960.

Les Brigades de travail en Yougoslavie, appelées aussi Brigades de travail de la jeunesse, étaient des groupes des jeunes de différents pays d'Europe occidentale acceptant de venir participer bénévolement à des projets de reconstruction de la Yougoslavie pendant leurs vacances, dans des « brigades » s'inspirant des Brigades internationales de la guerre d'Espagne combattant le franquisme, mais sur un mode pacifique. Les participants en profitaient pour visiter le pays et ses sites historiques et balnéaires puis raconter leur expérience de retour dans leurs pays. Ces brigades de travail ont été dénoncées par les partis communistes de plusieurs grands pays d'Europe occidentale comme contraires à l'idéal staliniste et leurs participants stigmatisés lors de « purges » internes à ces partis.

## Histoire

### Les débuts en 1947
Dès l'été 1947, le chef d'État yougoslave Tito fait appel à des jeunes de différents pays pour bâtir un « chemin de fer de la jeunesse » pendant leurs vacances, dans des « brigades de travail », et 540 Français ont répondu à l'appel, selon Le Monde. Le journal estime ensuite au printemps 1949 que leur nombre a baissé après la rupture Tito-Staline de juin 1948, et qu'ils pourraient ne plus être que 117 à l'été 1949, en raison d'une violente campagne menée par la direction du PCF. Malgré ces freins, le travail de ces brigades volontaires va se développer à « une échelle ailleurs inconnue », selon l'économiste Czeslaw Bobrowski. Une première section de l'Autoroute de la Fraternité et de l'Unité entre Zagreb et Belgrade, ouverte en 1950 et traversant ensuite toute la République fédérative de Yougoslavie, sera réalisée par l'Armée populaire yougoslave mais aussi par ces volontaires.

### Les affaires Prot, Lelaurain, Dellac et Villon
À partir de 1949, les journaux régionaux liés au PCF multiplient les titres sur la « vigilance » contre les déviations titistes de militants et les cadres du PCF ne cessent d'y prouver qu'ils ne « sous-estiment pas » ce danger. Dès juillet 1948, démarre dans la Somme, l'affaire Prot, par l'exclusion de Marie-Jeanne Boulanger, soupçonnée de titisme, adjointe au maire PCF de Longueau Louis Prot, dans le cadre de pression sur ce dernier pour qu'il donne à la direction du PCF des lettres écrites en prison, par son prestigieux prédécesseur à la tête du PCF dans la Somme, Jean Catelas, guillotiné par les Allemands en chantant La Marseillaise sous l'occupation alors que sa sécurité n'avait pas été assurée par le PCF et qu'il était un témoin gênant et critique des tentatives pour faire reparaitre durablement L'Humanité, auxquelles Jacques Duclos, numéro deux du PCF avait participé. L'affaire Prot rebondit au printemps 1949 quand celui-ci claque la porte du PCF puis obtient en 1949 la réintégration de Marie-Jeanne Boulanger.
Entretemps, à l'été 1949 dans la Marne, Liane Lelaurain, veuve d'un cheminot résistant mort en déportation et ancienne déportée, est à son tour suspectée de titisme car remariée avec un Yougoslave qui l'a emmenée passer ses vacances au pays, où elle fut célébrée comme une communiste française dans des manifestations officielles. En octobre, elle dément tout titisme, sans convaincre ses détracteurs, dans un entretien à l'hebdomadaire communiste La Champagne, dirigé par le leader des résistants dans la Marne Léon Borgniet, ami proche du scientifique et député Marcel Prenant, ex-dirigeant national des FTP. Léon Borgniet est aussi secrétaire général du quotidien L'Union dont il est écarté peu après, de très nombreux articles le soupçonnant de titisme,, malgré une autocritique publique organisée par Jacques Duclos en novembre 1949. 
À l’automne 1949, Yves Dellac est appelé par le numéro 2 de la CGT Alain Le Léap à démissionner, alors qu'il est secrétaire confédéral depuis janvier 1948. Il attendra cependant le 23 février 1950 pour s'exécuter, avant de se rendre à Belgrade sur invitation du régime de Tito, en avril-mai 1950, et subit de dures attaques personnelles en plus d'une exclusion de la CGT.
En octobre-novembre 1949, la purge vise cette fois la fédération PCF de la Seine, où une quinzaine de jeunes salariés de Chausson choisiront de partir en Yougoslavie en 1950 et où des militants yougoslaves se voient refuser leur carte du PCF. Cette fédération charge Maurice Armanet de combattre et surveiller les titistes, puis le secrétariat du PCF rappelle à l'ordre la Nièvre, le Rhône et la Marne. 
Également en novembre 1949, Pierre Villon doit confesser le 2 la visite du général Ljubomir Ilic, ancien des Brigades internationales et du camp du Vernet, venu lui demander son aide pour entrer en contact avec des dirigeants (Marty, Duclos, Casanova, Tillon) et dénoncer les procès politiques contre les Yougoslaves et les anciens brigadistes. Il confesse cette information au vétéran du PCF Jules Decaux, élu de la Manche au premier Conseil de la IVe République en décembre 1946 et chargé à la commission des cadres des « dossiers les plus discrets »,, nommé responsable de la lutte contre le « titisme » par Léon Mauvais, chef de la Section d’organisation du PCF.

### Le durcissement du stalinisme à la fin de 1949

#### L'écho international des procès staliniens de 1949 en Hongrie et Bulgarie
Au même moment se déroule une vague de procès staliniens emblématiques de la politique d'épuration de Staline contre le titisme, qui coïncident avec la virulence accrue des campagnes anti-titistes en France. Le premier, à l'été 1949, vise László Rajk, ministre de l'Intérieur et des Affaires étrangères de Hongrie, exécuté pour des « crimes » inventés de toutes pièces. Peu après c'est le procès du bulgare Traïcho Kostov, puis celui de Rudolf Slánský en Tchécoslovaquie, en décembre 1949 jugé avec dix autres membres du Parti, dont l'ancien ministre des Finances Stepanov Natchev. Traïcho Kostov est en particulier accusé d'avoir fait nommer Tito à la tête du Parti communiste yougoslave et d'avoir partie liée avec le régime yougoslave ainsi qu'avec le Royaume-Uni.
Le même mois, dans les colonnes du journal Esprit, à la pointe de la dénonciation de ces procès un mois plus tôt, Jean Cassou et Vercors rompent avec le communisme soviétique, un « cuisant échec » pour Laurent Casanova, le responsable de la « commission des intellectuels » du PCF. Cassou rompt « non pas par conscience de l’injustice de la condamnation de Rajk mais par rejet du mécanisme judiciaire stalinien » pour obtenir les aveux de Rajk, et Vercors aussi, dans un texte écrit le 20 octobre mais publié seulement dans le même numéro de décembre. Dans le numéro de mars 1950 de la revue Europe, Louis Aragon lui répond sur un ton virulent,. Pierre Daix, que Louis Aragon va nommer six mois plus tard rédacteur en chef de Ce Soir, s'attaque aussi à Vercors pour justifier la censure de son article sur le sujet dans Les Lettres françaises, qu'il dirige depuis 1947. Ce « premier débat avec lui » sur le procès de László Rajk à l'automne 1949 « me renseigne aujourd'hui sur la maladie mentale que j'ai traversé alors », écrira Pierre Daix, en 1976, dans un livre de souvenirs.

#### Les procès en diffamation en France: Kravchenko et Rousset
L'année 1949 est aussi celle des procès en diffamation liés à la critique du stalinisme, en particulier celle du livre écrit en 1946 par Viktor Kravchenko, J'ai choisi la liberté : La vie publique et privée d'un haut fonctionnaire soviétique, traduit depuis 1947 et immense succès d'édition avec un demi-million d'exemplaires vendus. Dès le 13 novembre 1947, deux mois après l'arrivée de Pierre Daix à la rédaction en chef de l'hebdomadaire Les Lettres françaises, lié au PCF, le journaliste André Ulmann, avait accusé Kravchenko d'être un désinformateur, agent des États-Unis. La plainte en diffamation, victorieuse, de ce dernier contre Claude Morgan, directeur et André Wurmser, rédacteur des Lettres françaises fera l'actualité du printemps 1949, dans « procès du siècle », avec une centaine de témoins, débuté le 24 janvier 1949 devant le tribunal correctionnel de la Seine. D'anciens collègues de Kravchenko et son ex-épouse, envoyés par l'URSS, perdent pied face aux questions de Georges Izard. Parmi les survivants de camps de concentration soviétiques qui témoignent, figure Margarete Buber-Neumann, déportée au Goulag puis livrée par Staline à l'Allemagne nazie qui l'a déportée à Ravensbrück et veuve du leader communiste allemand Heinz Neumann, fusillé en 1937 lors de la Grande terreur. Le 4 avril 1949, Kravchenko l'emporte. Le tribunal correctionnel de la Seine lui accorde un dédommagement de 150 000 francs, cependant symbolique en comparaison des 11 millions demandés. Claude Morgan et André Wurmser, des Lettres françaises, sont condamnés à 5 000 francs d'amende chacun. 
Quelques mois plus tard, un autre procès en diffamation est perdu par Les Lettres françaises contre David Rousset, qui avait lancé dans le Figaro-Littéraire du 12 novembre 1949 un appel aux anciens déportés à tracer une carte des goulags soviétiques, dans l'espoir qu'une enquête officielle voie le jour. Toujours à la tête des Lettres françaises, Pierre Daix lui avait répondu le 17 novembre par un article prétendant que c'était un faux.

#### L'exclusion de Marguerite Duras, après des critiques d'Aragon
La chasse aux intellectuels « décadents » continue. Début 1950, la guerre d'Indochine contraint la mère de Marguerite Duras à revenir en France. Début mars, un des camarades, qui serait Jorge Semprún, informe le Comité central du PCF qu'elle aurait, lors d'une soirée en compagnie d'autres écrivains, formulé de nombreuses critiques à l'égard de Louis Aragon, avec des « inconvenances envers certains membres du Parti et une ironie trop appuyée ». Elle s'indigne, car le PCF cherche à salir sa réputation. Le 8 mars, elle reçoit une lettre qui lui signifie son exclusion pour fréquentation de trotskistes et de boîtes de nuit. Son mari Robert Antelme, avec qui elle a fondé en 1945 les éditions de la Cité Universelle, est également exclu du PCF, pour les mêmes raisons.

#### L'offensive des journaux «anti-staliniens» de 1950
Dans les mois qui suivent l'hiver 1949-1950, de nouveaux journaux « anti-staliniens » ont le vent en poupe. C'est d'abord le coup d'éclat anti-stalinien du 1er janvier 1950, dans Les Temps modernes, portée par la notoriété de Sartre aux États-Unis. Peu après, le célèbre chef résistant Claude Bourdet quitte la direction du journal Combat car le nouveau propriétaire Henri Smadja soutient les gaullistes, qui préparent leur percée aux législatives de 1951. Dans Combat il s'était fait l'écho. Avec Gilles Martinet et Roger Stéphane, il fonde en 1950 L’Observateur qui deviendra L’Observateur Aujourd’hui (1953), France Observateur (1954) puis le Nouvel observateur (1964) et enfin L'Obs en 2014. Dès l'été 1950, l'hebdomadaire réclame, avec Daniel Guérin, la reconnaissance de la Chine populaire par la France. Centrés sur la lutte anti-coloniale, les anti-staliniens chrétiens de L’Observateur dénoncent la répression qui a fait 30 000 morts à Madagascar en 1947, puis la torture en Algérie dans un article du 6 décembre 1951 intitulé « Y a-t-il une Gestapo en Algérie ? », à l'occasion des procès de 1951-1952 de militants du MTLD de Messali Hadj.
Les « titistes » les plus convaincus se regroupent, eux, autour de la prestigieuse revue Contemporains, fondée par Clara Malraux, divorcée depuis 1947 d'André Malraux avec qui elle s'est brouillée lors de la guerre d'Espagne, quand tous deux combattaient dans les Brigades internationales. La revue publie une quinzaine de numéros, de novembre 1950 à octobre 1951.

### La fondation du journalLa Brigade
Le journal La Brigade est fondé au début de 1950 par le « Comité national pour l’envoi de brigades de travail en Yougoslavie ».

### La mobilisation de l'année 1950
La mobilisation des brigades de travail pour l'année 1950 est préparée par un très officiel « comité d'initiative pour l'envoi des brigades de jeunesse en Yougoslavie », où sont venus s'implanter des militants trotskistes décidés pour certains à pratiquer l'entrisme au sein du PCF. La « participation aux frais » est de 5 000 francs pour travailler deux semaines à bâtir une cité universitaire dans le « nouveau Belgrade » mais aussi profiter du voyage. Y participent Denis Berger, adhérent du PCI depuis mars, qui doit répondre aux attaques musclées de militants du PCF après son retour, en vendant le journal La Vérité aux portes de la Sorbonne.
Cette mobilisation est couverte par la revue Socialisme ou Barbarie, qui rapporte que « 2 500 jeunes venus de différents pays d'Europe occidentale, dont 1 500 de France, sont allés passer leurs vacances en Yougoslavie (...) invités par la Jeunesse populaire yougoslave ». Après avoir participé au chantier de construction de la cité universitaire de Zagreb, ils effectuent un voyage dans les principales villes du pays, afin de « chercher la vérité sur le régime titiste », objet de virulentes accusations du Kominform, qui assimile alors la Yougoslavie à un pays fasciste".
Au total, durant l’année 1950 en France, quelque 18 brigades, composées de 1 981 personnes, se constituèrent et se rendirent en Yougoslavie. L'une d'elles se dénommait la « Brigade du Comité Renault » car elle était implantée aux usines Renault et fit l'objet d'un tir de barrage du PCF, très implanté dans cette entreprise nationalisée, suscitant « l'investissement de l’opinion française dans le débat sur les répressions soviétiques en Yougoslavie », y compris et surtout chez les intellectuels.

### L'intérêt ultérieur des travaillistes anglais et de la SFIO
Les dirigeants yougoslaves sont par la suite demandeurs de « relais occidentaux » plus larges que ceux des « petits cercles des gauches dissidentes ». Le Parti travailliste britannique envoie dès 1950 une délégation à Belgrade, et il est suivi deux ans après par la SFIO française, qui recherche, de son côté, des alliés en vue d'une « troisième force internationale ». Au printemps 1952, la délégation SFIO envoyée dans ce pays comprend Guy Mollet, qui déclare « Yougoslave, je voterais Tito », malgré le maintien d’un régime de parti unique dans ce pays, mais aussi Albert Gazier et Tanguy Prigent.

## Les sites d'implantation en Yougoslavie
Les Brigades de travail ont participé à la construction d'une section de l'Autoroute de la Fraternité et de l'Unité, achevée en 1950, entre Zagreb et Belgrade. Elles ont aussi travaillé sur la construction des campus de la Nouvelle Belgrade.
L'un de ces « camps internationaux yougoslaves » de 1952 aura lieu sur l’île de Zlarin, près de Chibénik, ville riche en monuments historiques, un autre dans la baie de Kvarner, près du grand port yougoslave Rijeka : les militants se voient offrir la possibilité de descentes en kayak et ascensions en montagne, sports en demande au début des années 1950. Sont aussi prévues des semaines d’études sur l’ordre social et politique de la Yougoslavie, tournées « Culturelles et Historiques », « Économiques et Politiques » ou encore industrielles.

## Le recrutement
Ces brigades, soutenues par des trotskistes anti-staliniens comme le PCI[réf. nécessaire], recrutent en particulier dans le milieu militant des Auberges de jeunesse, qui a connu une forte impulsion dans les années 1930 après la création en 1932, par le français Marc Sangnier, de la Fédération internationale des auberges de jeunesse, et dans les milieux syndicaux,. Elles recrutent aussi des jeunes adultes issus des Éclaireurs de France ou des Scouts de France, des Jeunesses Socialistes, du Mouvement Révolutionnaire de la Jeunesse, et de la Fédération Anarchiste. Certaines brigades de jeunes sont formées à l'instigation de Michel Raptis, Pierre Frank ou Gilbert Marquis, qui a séjourné en Yougoslavie dans leurs rangs.

## Quelques participants célèbres
- Dès l’été 1949, Claude Bourdet participe à ces brigades[26] et soutient Tito dans les colonnes du quotidien Combat[26], qu'il dirige. Fondateur peu après de l'hebdomadaire France-Observateur, il a raconté qu'une réunion organisée à la salle des Sociétés Savantes pour les Brigades de jeunes rentrant de Yougoslavie fut attaquée par des militants communistes qui brisèrent les grands miroirs de l’entrée puis firent voler à travers la salle leurs éclats, causant de nombreux blessés[26],[33]. Clara Malraux a raconté le même épisode mais en le situant en juin 1948, un an plus tôt[34].
- Les intellectuels et résistants Jean-Marie Domenach (secrétaire, de 1946 à 1957, de la revue personnaliste Esprit) et Agnès Humbert (historienne) y participent[26],[28] et voient dans ce pays une renaissance des espoirs déçus de la Résistance, Domenach disant « se sentir chez lui » dans ce « Vercors prolongé »[28].
- Le résistant, écrivain et journaliste surréaliste Gérard de Sède, à l'époque où il travaillait en  agence de presse pour Tanjug, avant de le faire pour United Press International (UPI ou United Press)[35] fut en 1950 un des organisateurs des Brigades de travail en Yougoslavie après s'être rendu en voyage d’étude en Yougoslavie avec sa femme et ses 3 enfants.
- En juillet 1950, le futur écrivain, journaliste et historien français Maurice Rajsfus, rescapé de la rafle du Vél' d'Hiv, puis exclu du PCF pour « hitléro-trotskisme » en 1948, est parti en Yougoslavie avec ces brigades du 14 juillet au 14 août 1950[36] mais son voyage a débouché sur une rupture avec les trotskystes[36], qui lui ont semblé finalement avoir eu une vision exagérément optimiste de la Yougoslavie titiste[36].
- Jean-René Chauvin, proche de l'espagnol Wilebaldo Solano, leader du POUM espagnol, autre parti suspecté de trotskisme mais qui s'en défend, est gérant de leur journal La Batalla, puis du journal « Jeunes de France-Yougoslavie ». Il est aussi secrétaire à l'organisation du Parti communiste internationaliste (trotskyste unifié), qui affronte les attaques des staliniens du Parti communiste français[37], et a participé à la création du Rassemblement démocratique révolutionnaire (RDR) avec Jean-Paul Sartre et David Rousset en coécrivant avec Sartre la motion « Chauvin-Sartre », contre courant du RDR mené par Rousset, ce qui lui vaut d'être exclu du PCI. Il revient un an en en Yougoslavie au début des années 1950, journaliste, pour l'agence Tanjug et France-Observateur.
- Marcel Servient, l'un des leaders à Marseille[38]de la grève des dockers de 1949-1950, est dénoncé au printemps 1950 dans un tract CGT comme un « traître au service du bourreau du peuple yougoslave » qui tente de recruter « des jaunes en vue de former des brigades » titistes[38].
- Jean Cassou, figure du PCF et fondateur du Musée d'art moderne de la Ville de Paris, et Clara Malraux, tout juste divorcée d'André Malraux, sont reçus à partir de 1950, à leurs retours des séjours en Yougoslavie où ils ont épousé la cause du titisme[39], par leur ami, le philosophe Edgar Morin, qui écrira dès 1959 que les protestations du titisme sont les thèses de wittemberg du Stalinisme et Tito le Luther de Staline, en référence à la naissance du protestantisme. André Jdanov qui, dès l'été 1946, avait lancé « le signal de la terreur dans les lettres et les arts » avait attaqué Jean Cassou en le déclarant « titiste »[15]. Clara Malraux créé la même année 1950 une revue qui soutient la Yougoslavie.
- Les dirigeants trotskistes Michel Raptis, Pierre Frank ou Gilbert Marquis, ont séjourné en Yougoslavie dans ces brigades[32].

## La réaction du PCF
La réaction du PCF contre ces brigades de travail est virulente car il s'inquiète de perdre de futurs jeunes responsables militants et durcit le ton, en particulier à Marseille, où les dockers ont dès 1949 refusé de charger des armes vers les militaires français d'Indochine lors de la grève des dockers de 1949-1950 en France. Le secrétaire à l'organisation du PCF, Léon Mauvais, souligne alors « l’expérience de la lutte des dockers contre la guerre du Vietnam » pour demander un militantisme plus « pur », c'est-à-dire purgé des militants soupçonnés de « titisme ».
En prévision de l'été 1950, les participants à ces brigades sont menacés d'être exclus du PCF et de la CGT et contre-attaquent au printemps 1950 avec le slogan « Nous voulons savoir la vérité ». Dans la foulée, le XIIe congrès du PCF d'avril 1950 est marqué par la « chasse aux titistes », que le manque de vigilance révolutionnaire conduit à la « sous-estimation des dangers de guerre » et à l’incompréhension de la nature « fasciste » du régime de Belgrade. Plusieurs d'entre eux, ou soupçonnés de l'être, sont exclus du comité central. La chasse aux « titistes » se poursuit dans les entreprises. Un « Comité de défense des démocrates emprisonnés et persécutés en Yougoslavie », dirigé par Roger Maria, se créé dans les usines Renault et publie un article dans L'Humanité. Le 10 juillet, le quotidien communiste régional La Marseillaise fustige « le rôle important réservé à Tito par les impérialistes anglo-américains » et croit voir dans la ville des agissements suspects commis par des « agents racoleurs de Tito » chargés de « corrompre et diviser la jeunesse française », même si les Renseignements généraux relativisent l’importance de cette affaire. Selon eux, « la police de Maurice Thorez » à Marseille souhaite surtout prouver à la direction PCF de Paris la « vigilance révolutionnaire » des communistes marseillais.

## Sources
- Frank Georgi, L’autogestion en chantier. Les gauches françaises et le « modèle » yougoslave (1948-1981), note de lecture par Gilles Vergnon dans la revue Le Mouvement social en juin 2019[28] ;
- Les Intellectuels français face aux répressions soviétiques dans les démocraties populaires : du schisme titiste au procès Kostov (1948-1950) : perceptions et réactions d’une élite face au totalitarisme stalinien par Frédéric Salée, université Pierre-Mendès-France Grenoble-II- 2005[26] ;
- L'Aventure incertaine - De la Résistance à la Restauration par Claude Bourdet, publié chez Stock en 1975 puis réédité par les éditions du Félin en 1998[33].

## Voir également
- République fédérative socialiste de Yougoslavie
- Histoire de la Yougoslavie
- Communisme
- Mouvement des non-alignés
- Ligue des communistes de Yougoslavie
- Histoire du communisme
- Titisme